# Colonia San Juan (Ciudad de México)
La colonia San Juan es una colonia en la Alcaldía Benito Juárez, en la  Ciudad de México

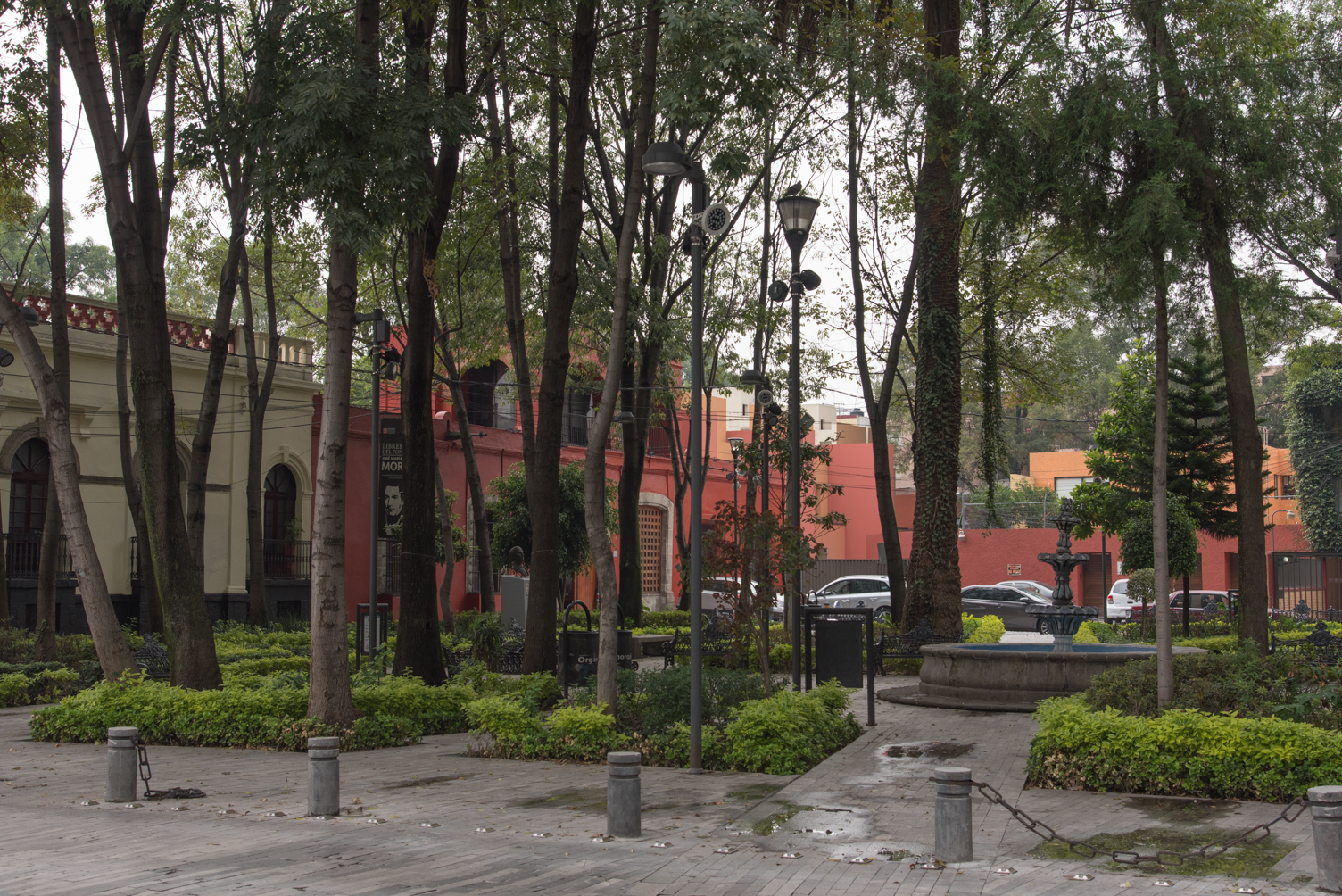
La Plaza Valentín Gómez Farías es un atractivo lugar histórico

## Ubicación
La colonia San Juan está ubicada en la Alcaldía Benito Juárez, al sur del Centro Histórico, en la parte central de la Ciudad de México .

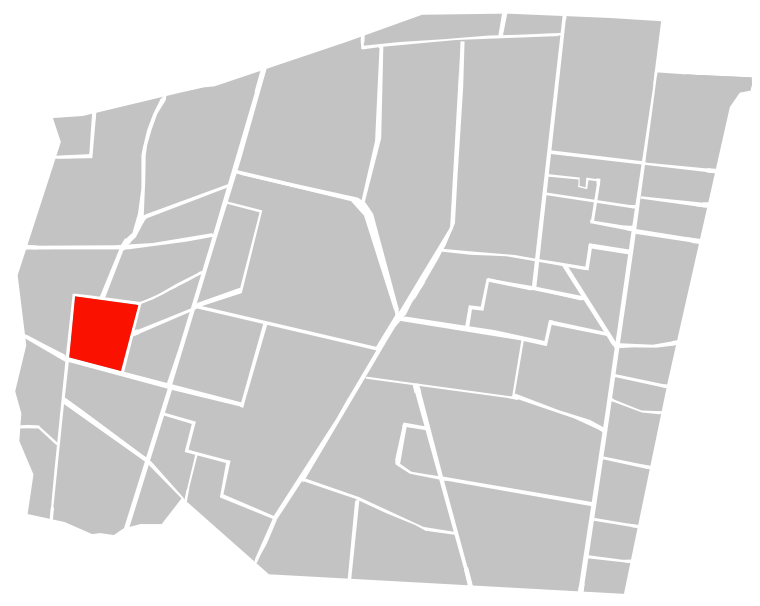
Ubicación de la colonia San Juan en la Alcaldía Benito Juárez

La colonia, como se les llama en México a los barrios, tiene por límites:
- Eje 6 Sur Holbein por el norte, frente al cual se encuentra Santa María Nonoalco y Ciudad de los Deportes
- AV. Revolución por el poniente, al otro lado del cual está Santa María Nonoalco
- Calle Empresa al sur, frente a la Colonia Insurgentes Mixcoac
- Calle Augusto Rodin al este, frente a la Colonia Noche Buena y la Colonia Extremadura Insurgentes

## Descripción
El colonia o barrio es principalmente una zona residencial, aunque también tiene escuelas, un centro de investigación histórica y  algunas pequeñas tiendas y negocios como tiendas de conveniencia, sastrerías, restaurantes y tortillerías .
La colonia cuenta con una plaza pública, la Plaza Valentín Gómez Farías, que data del siglo XVII. A uno de los costados de la plaza se encuentra el Instituto Mora, una escuela pública de investigación, que hoy ocupa la que fuera la casa del presidente mexicano Valentín Gómez Farías, donde estuvo sepultado algunos años después de su muerte en 1858, antes de ser trasladado a la Rotonda de las Personas Ilustres (México) en el Panteón Civil de Dolores. 
Ubicado frente a la Plaza Valentín Gómez Farías, está el templo católico que le da nombre de San Juan a la colonia: la Parroquia San Juan Evangelista y Nuestra Señora de Guadalupe, cuyo edificio colonial data del siglo XVII.

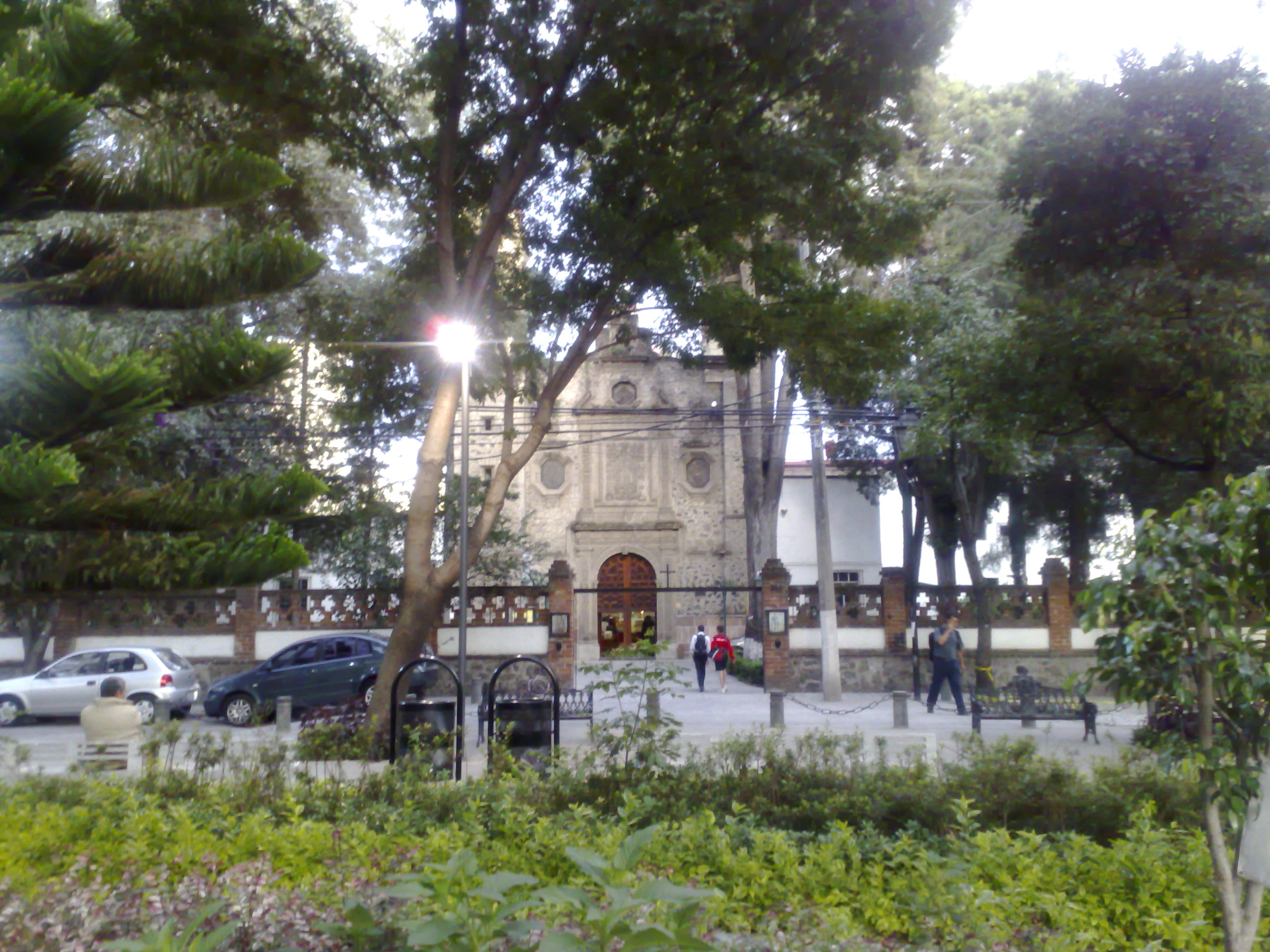
La Parroquia de San Juan Evangelista y Nuestra Señora de Guadalupe

El templo tiene piezas de gran valor artístico: un óleo de la Virgen de Guadalupe y una escultura de San Juan Evangelista .
Además de Valentín Gómez Farías, otros residentes históricos notables fueron: el intelectual mexicano Ireneo Paz, abuelo del escritor mexicano y premio Nobel Octavio Paz, quien vivió en una casa del siglo XIX que todavía está en el barrio, que ahora es un convento de la Orden de Predicadores o Dominicos.

## Educación

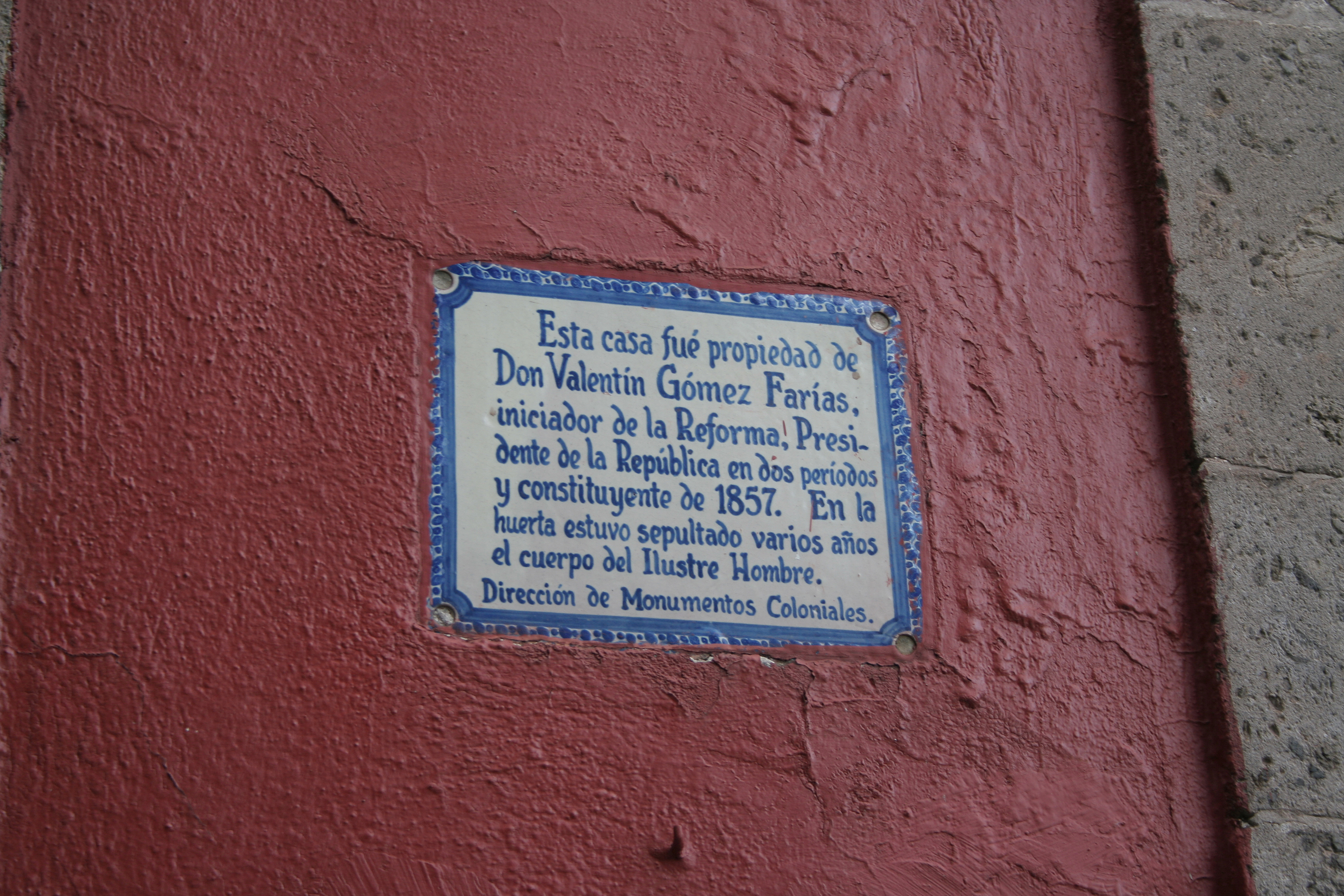
Placa del Instituto Mora

La colonia San Juan es sede del Instituto de Investigaciones Dr. José María Luis Mora o Instituto Mora, como se le conoce. Es una institución pública de investigación centrada en la Historia, la Sociología y los Estudios Regionales. 
El Instituto Mora se ubica en la casa que fue de Valentín Gómez Farías, presidente de México durante cinco breves periodos en las décadas de 1830 y 1840.

## Transporte

### Transporte público
El área cuenta con el servicio de Metro de la Ciudad de México, las bicicletas compartidas EcoBici, los autobuses del Eje 6 y, por su cercanía con la Avenida Insurgentes, con el servicio de Metrobús.
Estaciones de metro
- Mixcoac